# Zwart pokzwammetje
Het zwart pokzwammetje (Nitschkia grevillii) is een schimmel behorend tot de familie Nitschkiaceae. Het leeft saprotroof op loofhout. Met name op dode takken.

## Kenmerken
De ascomata zijn samenvouwend bij droogte, donkerbruin tot zwart en zijn 350-450 µm diameter en 250-300 µm hoog. De asci zijn 8-sporig, clavaat, met een duidelijke apicale wandverdikking, zonder ring, met acht biserieel tot triserieus gerangschikte ascosporen en meten 30-40 × 7-9 µm. De ascosporen zijn spoelvormig, hyaliene, 1-septaat en meten 6,5-7,5 × 2-2,5 µm. Parafysen zijn afwezig.

## Verspreiding
In Nederland komt het zwart pokzwammetje vrij algemeen voor. Het staat niet op de rode lijst en is niet bedreigd.